# Herinneringsmedaille aan de Honderdste Geboortedag van Koning Christiaan X
De Herinneringsmedaille aan de Honderdste Geboortedag van Koning Christiaan X (Deens: "Mindemedaillen i Anledning af Hundredeårsdagen for Kong Christian den Tiendes Fødsel") is een Deense onderscheiding. De medaille werd op 9 september 1970 door Margrethe II van Denemarken uitgereikt. De onderscheiding is zeldzaam, er werden niet meer dan twaalf exemplaren aan leden van de Deense koninklijke familie uitgereikt. De dragers mogen de letters " M.M.26.sept.
1870-1970 "achter hun naam dragen.
Men draagt de medaille aan het daarvoor gebruikelijke rode zijden lint met ingeweven wit kruis.
Onderscheidingen ter gelegenheid van de honderdste geboortedag van een Deense koning worden in Denemarken sinds 1918 geslagen en uitgereikt. Tot op heden gebeurde dit viermaal.
- De Herinneringsmedaille aan de Honderdste Geboortedag van Koning Christiaan IX in 1918
- De Herinneringsmedaille aan de Honderdste Geboortedag van Koning Frederik VIII in 1943
- De Herinneringsmedaille aan de Honderdste Geboortedag van Koning Christiaan X in 1970
- De Herinneringsmedaille aan de Honderdste Geboortedag van Koning Frederik IX in 1999

Medailles van Verdienste ·
Medaille voor Langdurige Dienst ·
Medaille "Ingenio et Arti" ·
Medaille voor Nobele Daden ·
Ereteken van het Deense Rode Kruis ·
Medaille van Verdienste voor de Groenlandse Onafhankelijkheid ·
Herinneringsmedaille aan de 70e Verjaardag van Hare Majesteit Koningin Margrethe
Herinneringsmedaille aan de 75e Verjaardag van Prins Henrik

Zie ook: Historische Orden van Denemarken · Onderscheidingen in Denemarken